# Народнопісенний ритм
Народнопісе́нний ритм — музичний ритм народної пісні, для якого характерні силабічні групи (часто також вживається термін коліна) з 4-3 складів з одним наголосом та силабічні групи із більшою кількістю складів і двома основними наголосами.
Наприклад, найпоширеніший коломийковий розмір складається з двох чотирискладових і одного шестискладового колін, які повторюються двічі (графічно: (4 + 4 + 6) × 2):

Не поможе милий Боже, 

Як то кажуть люде 

Буде каяння на світі, 

Вороття не буде 